# بورو جان (آریزونا)
بورو جان (به انگلیسی: Burro John) یک منطقهٔ مسکونی در ایالات متحده آمریکا است که در آریزونا واقع شده‌است. بورو جان ۱٬۲۹۲ متر بالاتر از سطح دریا واقع شده‌است.